# Heinrich Phieler
Heinrich Phieler (* 5. März 1874 in Volkmarsdorf bei Leipzig; † 16. April 1962 in Wuppertal) war ein deutscher Grafiker und Lehrer an der Handwerker- und Kunstgewerbeschule Elberfeld.

## Leben

Bergbau und Hüttenwesen, Mosaikentwurf von Heinrich Phieler am Keramikhaus Essen, 1912

Neben Otto Gussmann gewann er 1895 einen ersten Preis in der von Julius Karl Pintsch ausgeschriebenen „Konkurrenz des Vereins um Entwürfe für ein Glasfenster“, 1897 einen von drei Preisen im „Wettbewerb um einen Meisterbrief der Berliner Steinmetzinnung“.
1902 wurde er von Richard Meyer als Fachlehrer für Lithografie und kunstgewerbliches Entwerfen an die Handwerker- und Kunstgewerbeschule Elberfeld berufen und 1915 zum Professor ernannt. Als solcher unterrichtete er insbesondere Textilkunst und den Entwurf von Mosaiken. Zu seinen Schülern zählten Wilhelm Deffke, Walter Kampmann, Johannes Radermacher und Hannes Schultze-Froitzheim. 
Phieler wohnte in Elberfeld, 1913 war er Bewohner der Villa Freytag. Er gehörte mehreren beruflichen und künstlerischen Vereinigungen an, so dem Dürerbund, dem Deutschen Werkbund und der Bergischen Kunstgenossenschaft.